# Stor-Vitvattnet
Stor-Vitvattnet är en sjö i Krokoms kommun i Jämtland och ingår i Indalsälvens huvudavrinningsområde. Sjön har en area på 0,21 kvadratkilometer och ligger 350,1 meter över havet.

## Delavrinningsområde
Stor-Vitvattnet ingår i det delavrinningsområde (708048-145883) som SMHI kallar för Utloppet av Stor-Vitvattnet. Medelhöjden är 355 meter över havet och ytan är 1,04 kvadratkilometer. Räknas de 2 avrinningsområdena uppströms in blir den ackumulerade arean 13,17 kvadratkilometer. Vattendraget som avvattnar avrinningsområdet har biflödesordning 3, vilket innebär att vattnet flödar genom totalt 3 vattendrag innan det når havet efter 255 kilometer. Avrinningsområdet består mestadels av skog (80 procent). Avrinningsområdet har 0,21 kvadratkilometer vattenytor vilket ger det en sjöprocent på 20,1 procent.